# José Machado
José Machado (Tanabi, 27 de janeiro de 1946) é um economista, professor e político brasileiro.

## Biografia
José Machado nasceu na cidade de Tanabi, município localizado no interior de São Paulo, no ano de 1946 filho de de Osvaldo Machado e de Hilda Gomes Machado. Durante sua adolescência mudou-se para a  cidade Fernandópolis, também, no interior de São Paulo.

### Formação acadêmica
Formou-se no curso de Economia na Faculdade de Economia, Administração e Contabilidade da Universidade de São Paulo (FEA USP), instituto da Universidade de São Paulo (USP). Durante sua graduação integrou o Centro Acadêmico Visconde de Cairu (CAVC) onde participou de um grupo de estudos do grupo de esquerda VAR-Palmares. Apesar de não ter participado da luta armada contra à Ditadura militar, foi preso e mantido no presídio Tiradentes por mais de um ano.
Após a saída da prisão, realizou pós-graduação na área de economia no Instituto de Economia da Unicamp (IE), instituto da Universidade Estadual de Campinas (Unicamp).
Tornou-se professor da Pontifícia Universidade Católica de Campinas (PUC-Campinas) e da Universidade Metodista de Piracicaba (Unimep).

## Vida política
No ano de 1979, ao mudar-se para Piracicaba filiou-se ao Partido dos Trabalhadores (PT), tendo sido em 1981 o primeiro presidente do diretório petista de Piracicaba. Em 1982 candidatou-se ao cargo de Deputado estadual de São Paulo, mas não foi eleito. No ano de 1986, conquistou uma cadeira na Assembleia Legislativa de São Paulo (ALESP) ao eleger-se Deputado estadual constituinte.
Na eleição municipal de Piracicaba de 1988, foi eleito prefeito do município. No ano de 1994, foi eleito Deputado federal por São Paulo, sendo reeleito ao cargo no ano de 1998. No ano de 2000, foi novamente eleito prefeito de Piracicaba, em coligação do PT com o Partido Verde (PV). Concorreu à reeleição em 2004, porém ficou em terceiro lugar com 47.851 votos, sendo superado por Barjas Negri (PSDB) e Roberto Morais (PPS).

## Vida pessoal
Casou-se com a socióloga, Janet Raquel Teixeira Machado e tiveram três filhos.

## Desempenho eleitoral
| Ano  | Cargo                           | Votos  | Resultado  | Ref.   |
| ---- | ------------------------------- | ------ | ---------- | ------ |
| 1982 | Deputado Estadual por São Paulo | N/A    | Não eleito | [ 8 ]  |
| 1986 | Deputado Estadual por São Paulo | 19.238 | Eleito     | [ 9 ]  |
| 1988 | Prefeito de Piracicaba          | 48.026 | Eleito     | [ 10 ] |
| 1994 | Deputado Federal por São Paulo  | 32.297 | Eleito     | [ 11 ] |
| 1998 | Deputado Federal por São Paulo  | 53.991 | Eleito     | [ 11 ] |
| 2000 | Prefeito de Piracicaba          | 86.390 | Eleito     | [ 12 ] |
| 2004 | Prefeito de Piracicaba          | 47.851 | Não eleito | [ 6 ]  |